# Marche Saint-Roch de Ham-sur-Heure

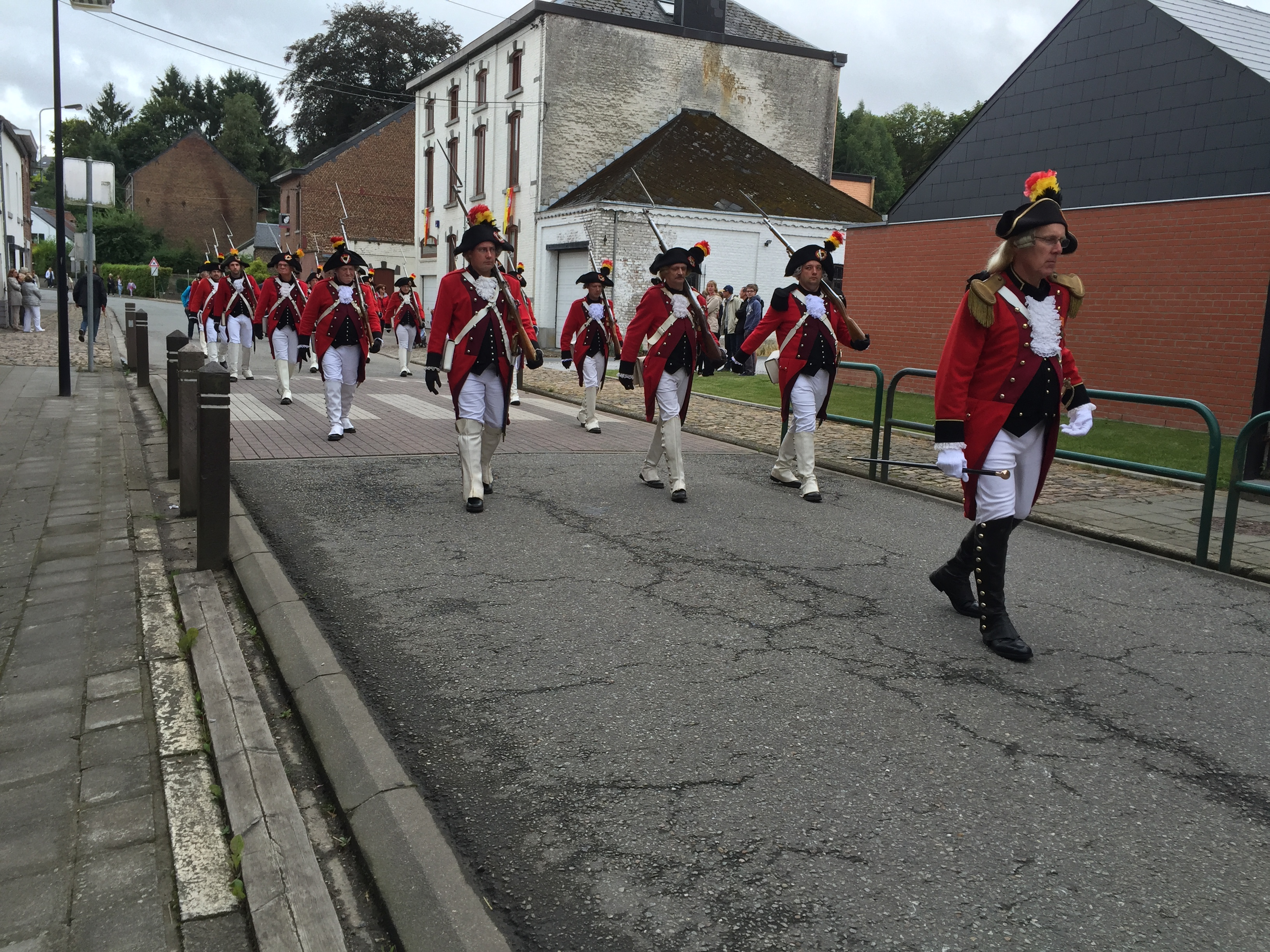
Les Volontaires réunis lors de l'édition 2016

La Marche Saint-Roch est une marche folklorique de l'Entre-Sambre-et-Meuse se déroulant tous les ans le dimanche qui suit le 15 août dans le village de Ham-sur-Heure, dans le Hainaut en Belgique.
C'est un pèlerinage pour saint Roch.

## Histoire
La marche voit le jour en 1638. En effet, à cette époque, la France tente d'annexer la région et prennent Beaumont en 1636. Les conditions de vie étant déplorables, les habitants développent la peste et une partie de ceux-ci fuient et se réfugient à Ham-sur-Heure, amenant avec eux la maladie. Saint Roch est alors prié par les villageois en vue de les protéger de la contagion, la chapelle Saint-Roch est bâtie en son honneur en 1636. La construction prend fin en 1638, date à partir de laquelle les Bourquîs, organisent une procession en son honneur. La première mention historique de la marche comme elle est pratiquée actuellement remonte à 1863.
Elle est affiliée à l'Association des Marches Folkloriques de l'Entre-Sambre-et-Meuse depuis le 12 novembre 2004 sous le numéro 21.

## Organisation
La marche se déroule le premier dimanche suivant le 15 août de l'année.

## Galerie

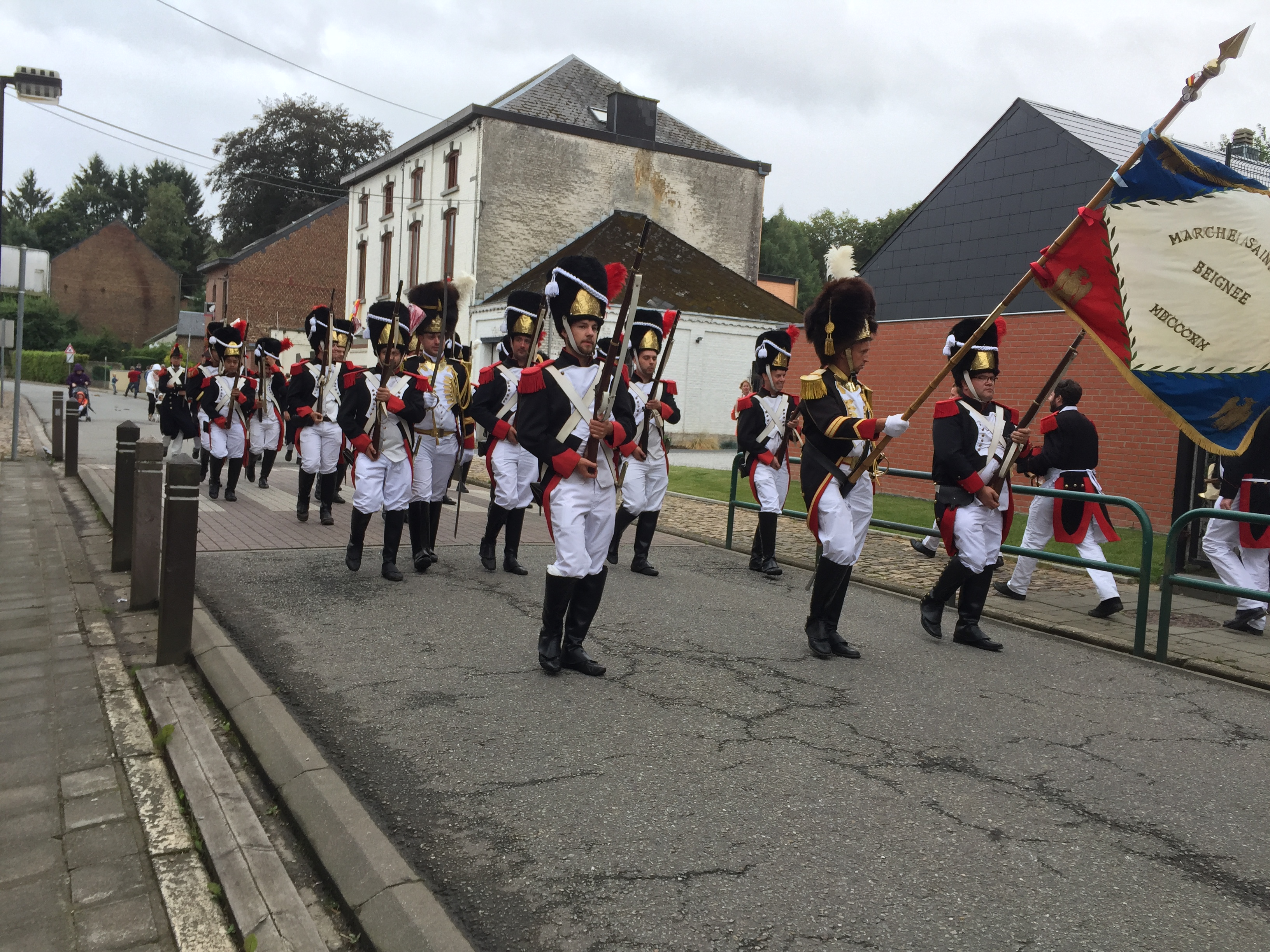
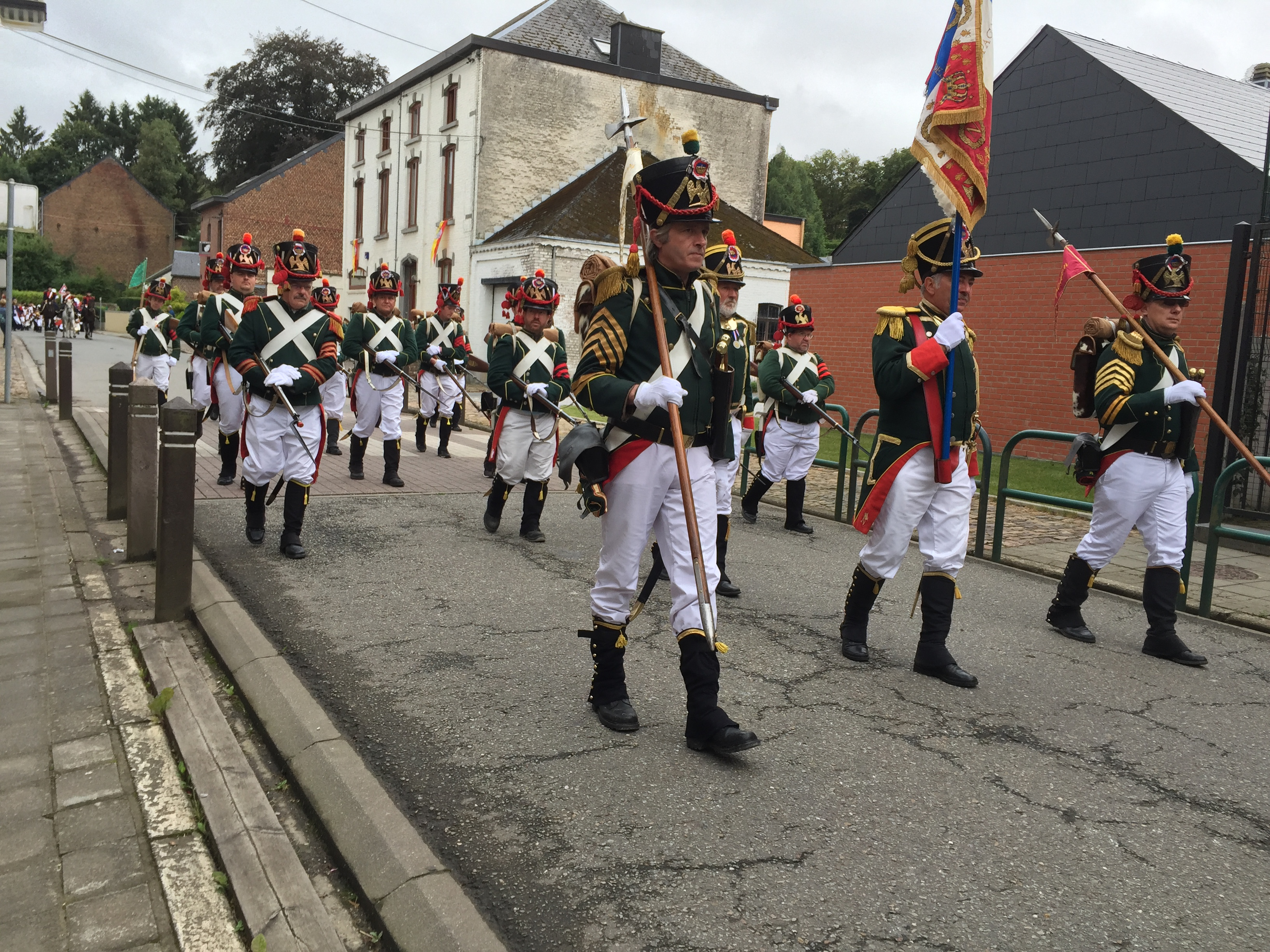
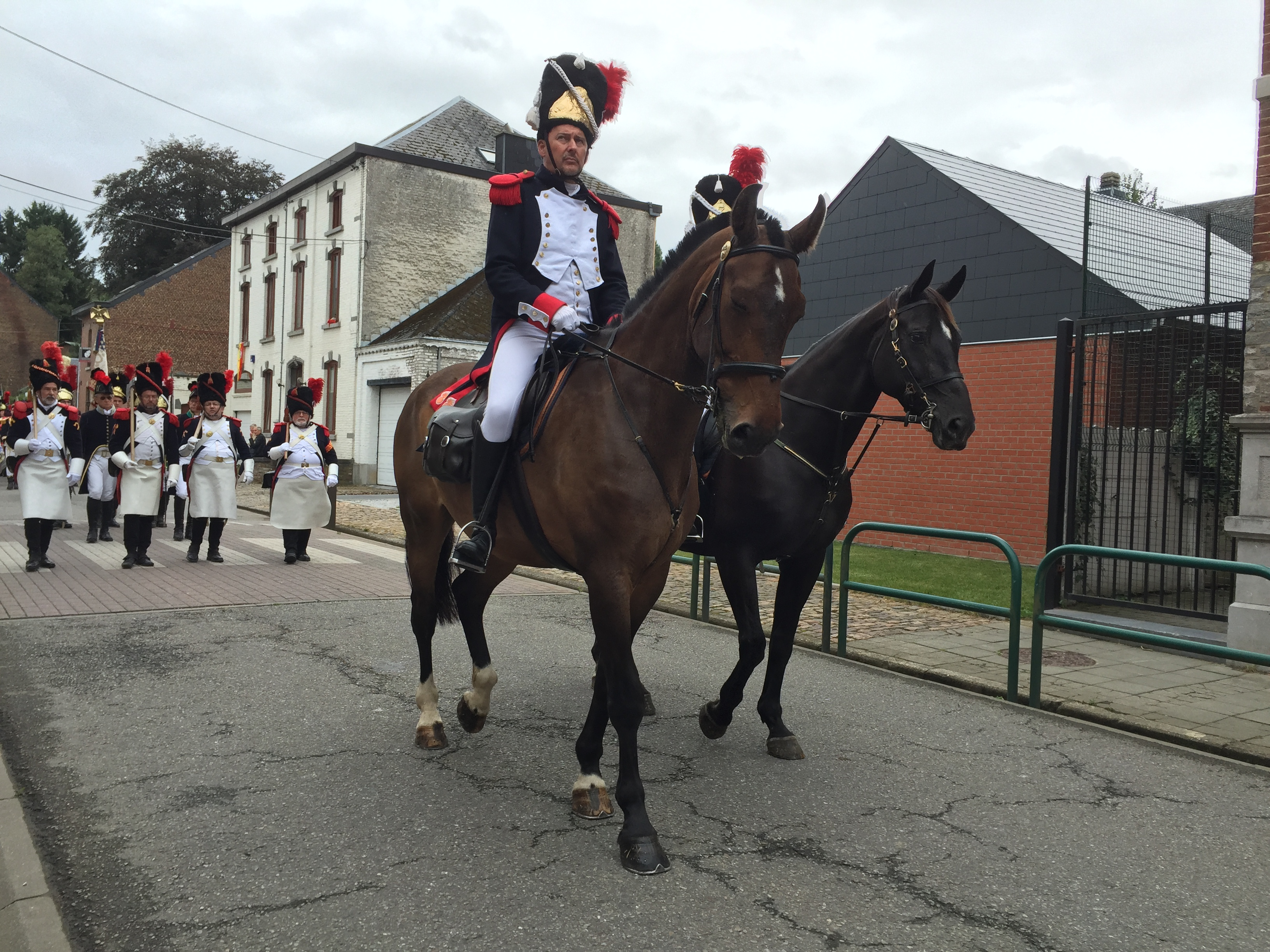
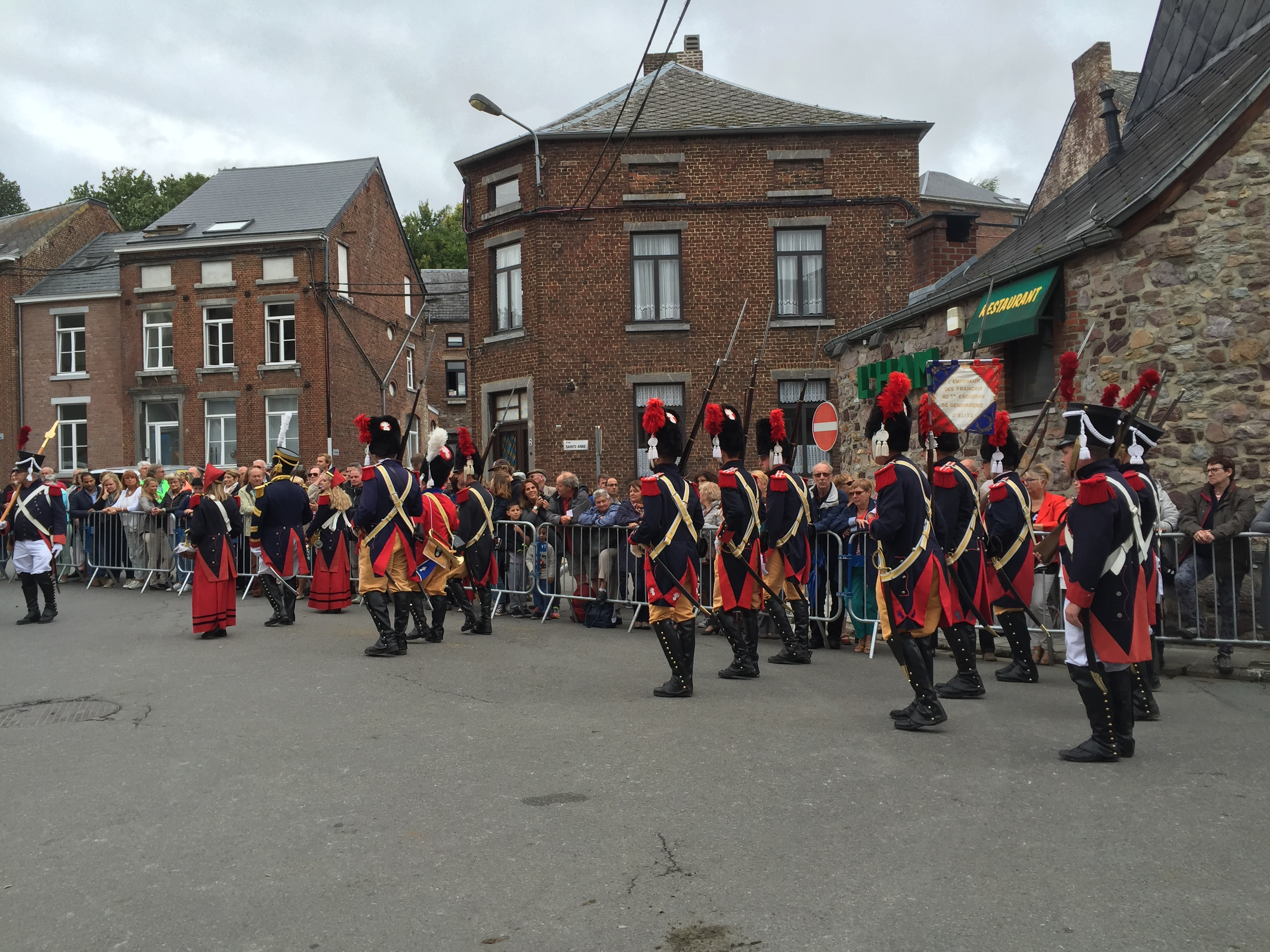
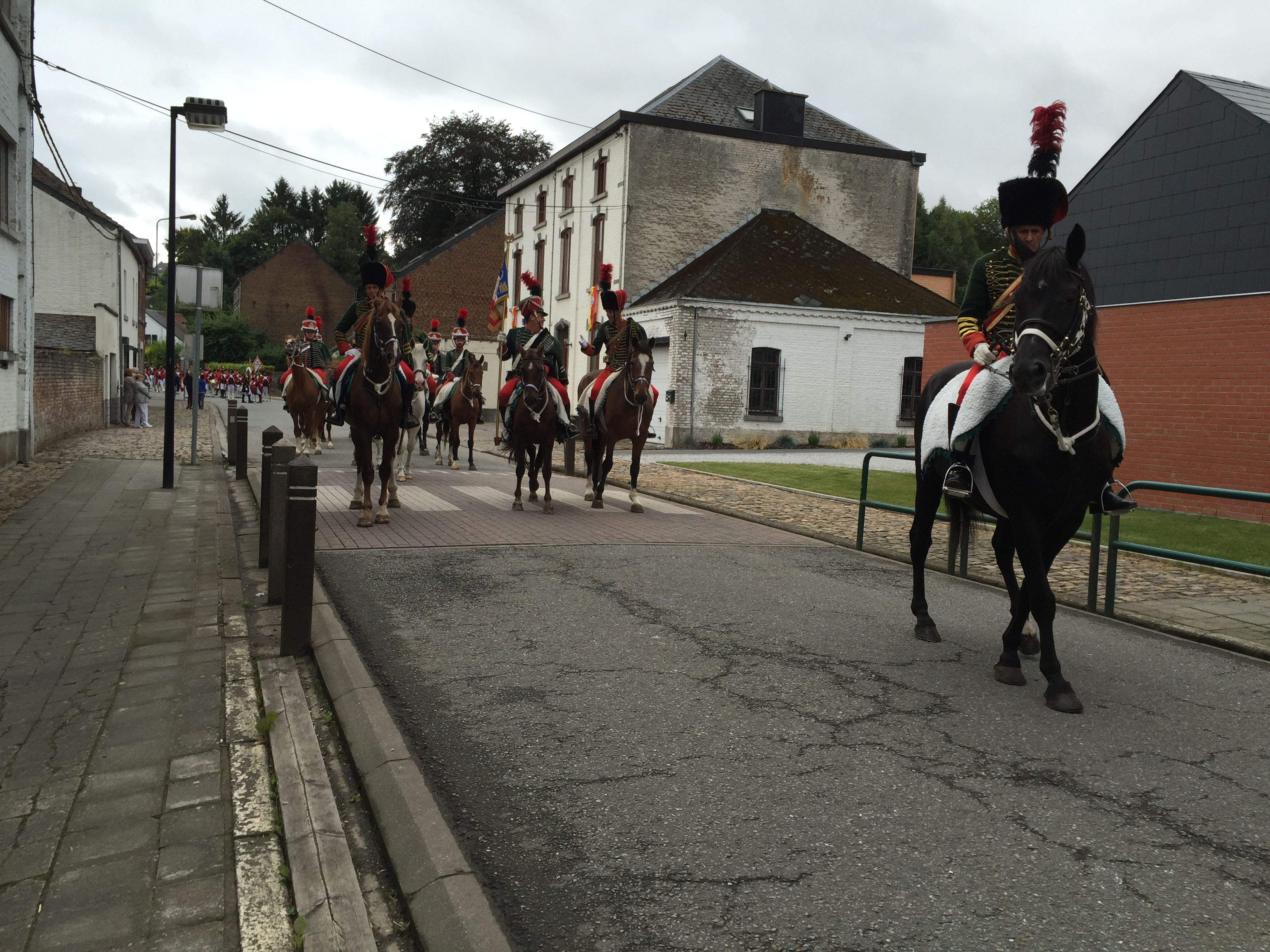
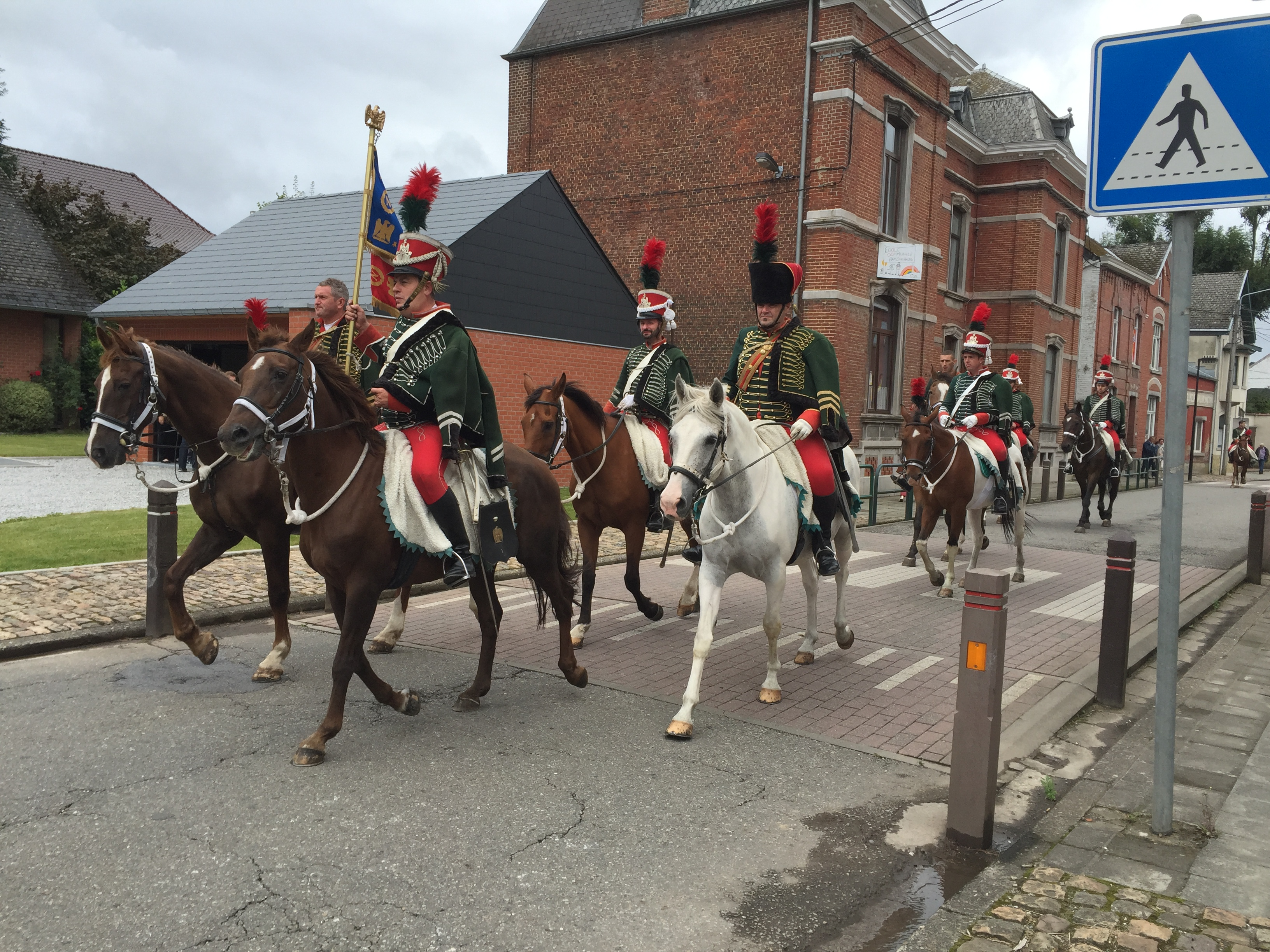
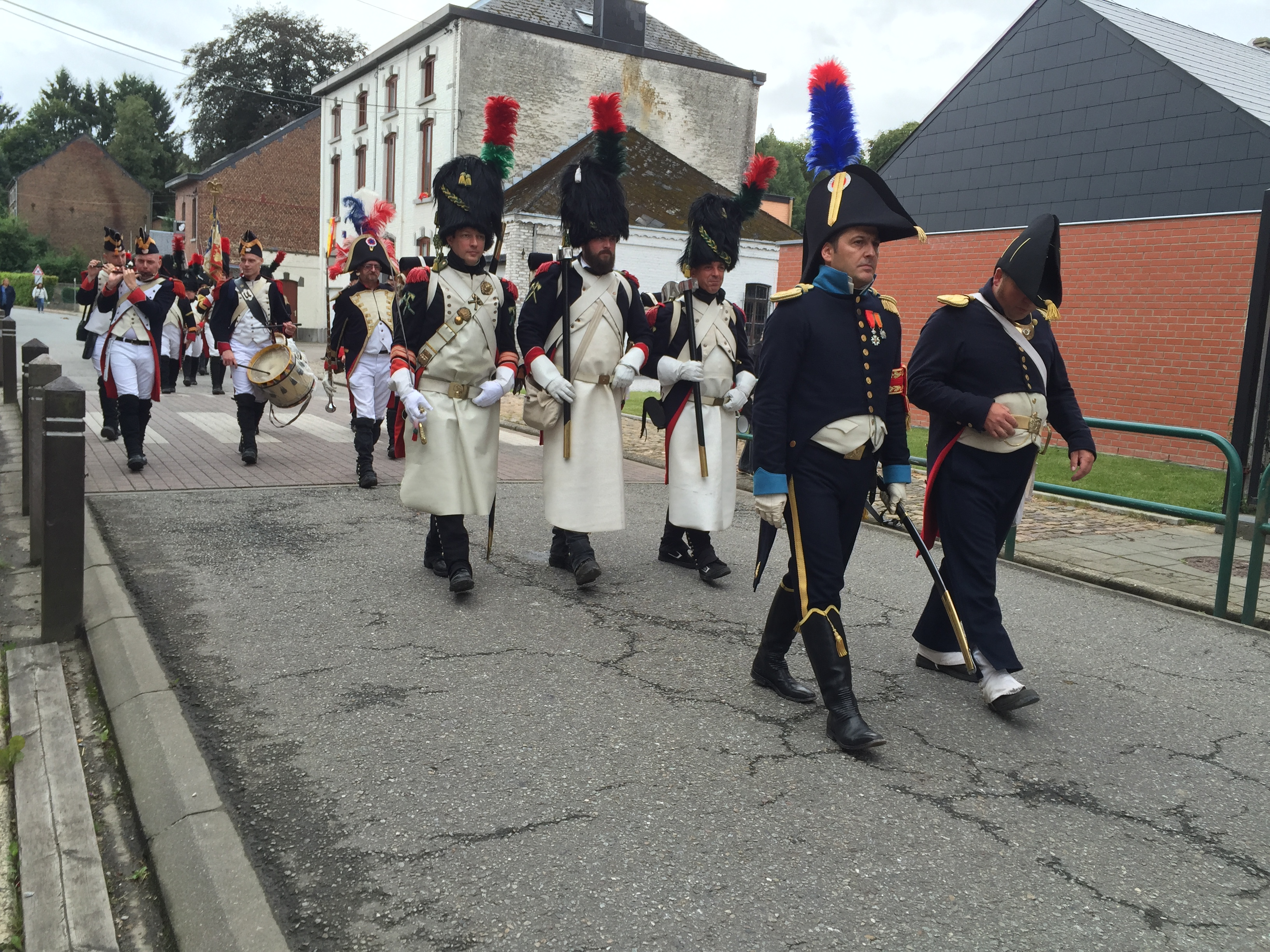

## Reconnaissance par l'UNESCO
Le mercredi 5 décembre 2012 à Paris, la marche Saint-Roch de Ham-sur-Heure est reconnue par l'UNESCO comme chef-d'œuvre du patrimoine oral et immatériel de l'humanité.